# West Side Elevated Highway

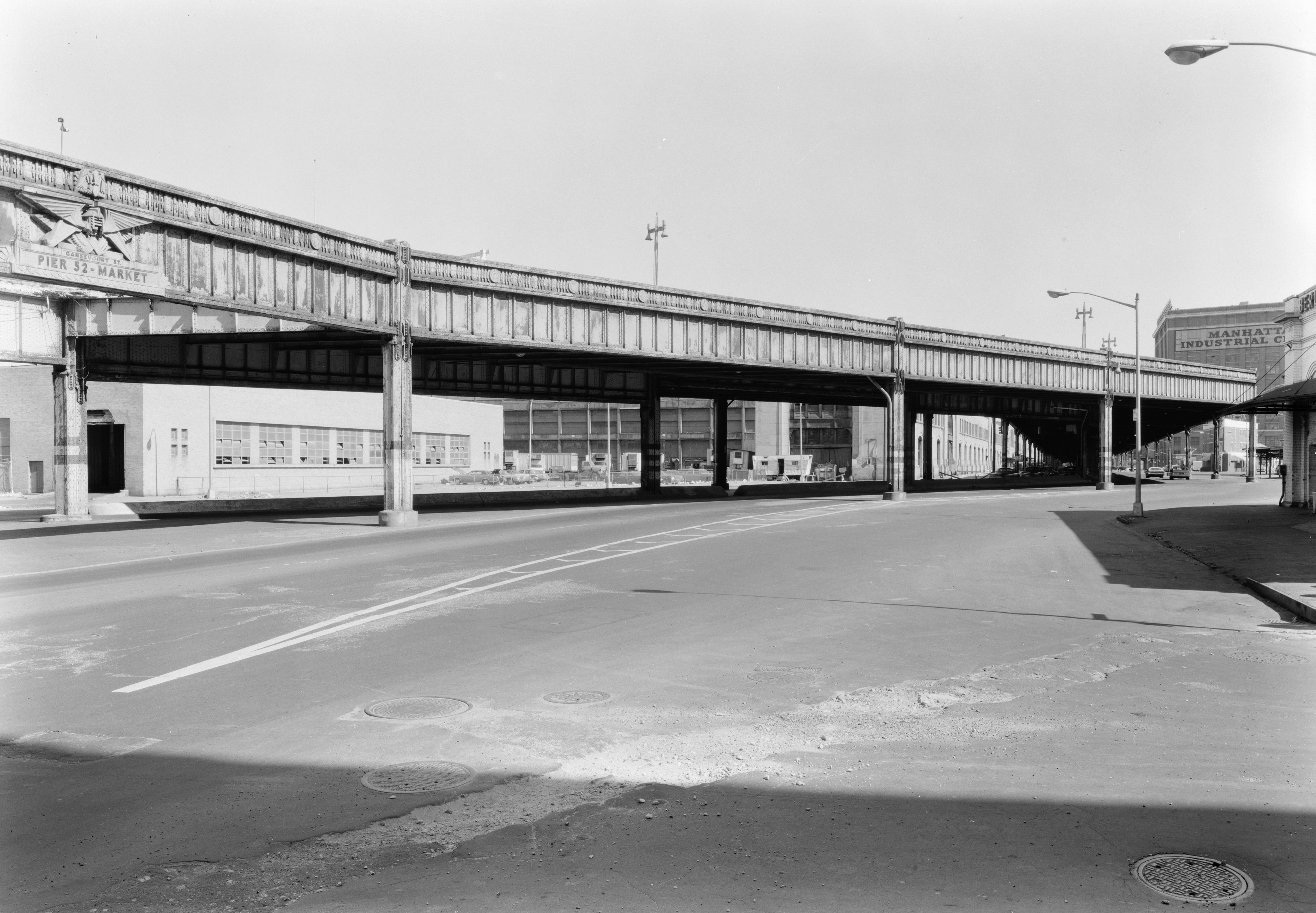
La West Side Highway hacia el norte desde Gansevoort Street. La sección colapsada (retirada) se muestra a la izquierda detrás del friso.

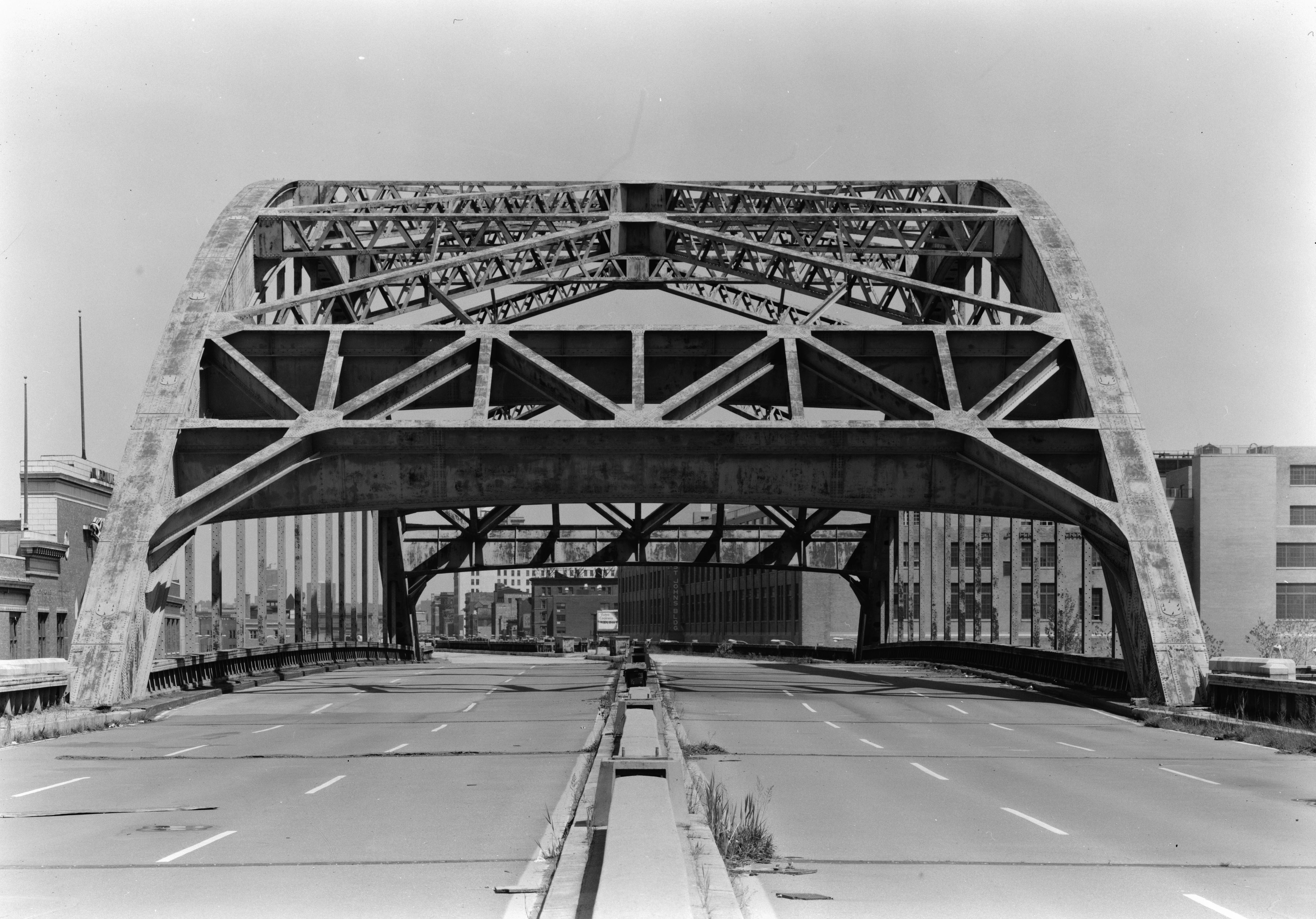
Vista norte en Canal Street

La West Side Elevated Highway (en español: "Autopista Elevada del Lado Oeste") también llamada West Side Highway o Miller Highway ("Autopista Miller"), nombrada en honor a Julius Miller, presidente del borough de Manhattan entre 1922 y 1930, fue una sección elevada de la Ruta Estatal de Nueva York 9A (NY 9A) que iba a lo largo del río Hudson en el borough neoyorquino de Manhattan, Nueva York. Era una to the tip of the island. Fue una autopista elevada, una de las primeras autopistas urbanas del mundo y sirvió como un prototipo para autopistas urbanas en todo el mundo, incluyendo la Arteria Central de Boston.
Construida entre 1929 y 1951, la autopista tenía carriles angostos -que no permitían la circulación de camiones- y rampas de salida en forma de agudas "S" que la hicieron obsoleta casi de inmediato. El mantenimiento que recibió fue mínimo y el uso de sales corrosivas para descongelar la autopista en invierto aceleró su deterioro. Cuando pedazos de su pista empezaron a caer debido a falta de mantenimiento, y un camión y un automóvil cayeron a través del forado a la altura de la calle 14 en 1973, la autopista fue cerrada y se inició un debate sobre si renovarla o desmantelarla. La predisposición hacia el planeamiento urbano cambió en las siguientes décadas y la decisión fue de no reparar la estructura deteriorada.
La necesidad de reemplazarla fue reconocida en los años 1950. Los planes se presentaron que ninguno se ejecutó. Para 1971, un plan prosperó buscando que la autopista elevada sea reemplazada por una autopista subterránea de carácter interestatal, que sería llamada Westway. Recibió la aprobación de muchos niveles de gobierno, desde la ciudad hasta el federal, pero fue detenida en 1985 debido a razones ambientales. En el tiempo entre la clausura de la autopista elevada y el final de su desmantelamiento, mientras se debatía sobre el proyecto Westway, las secciones remanentes de la antigua estructura empezaron a ser utilizadas de manera no oficial como un parque urbano para correr y ciclismo. 
En 1989, la antigua estructura de la autopista elevada fue totalmente desmantelada con excepción de una pequeña sección entre las calles 59 y 72 que, en efecto, se convirtió en la extensión sur de la Henry Hudson Parkway. En algún momento, un bulevar urbano a nivel de la superficie con seis carriles fue construido, al que se le denominó West Side Highway, a pesar de su carácter, utiliza los nombres de las calles en la superficie que existieron antes de que la autopista elevada fuera construida: West Street, Undécima Avenida y Undécima Avenida. Esta vía se conecta a la estructura elevada remanente a través de una rampa en la calle 57. 

## Primeras propuestas

### Avenida de la muerte

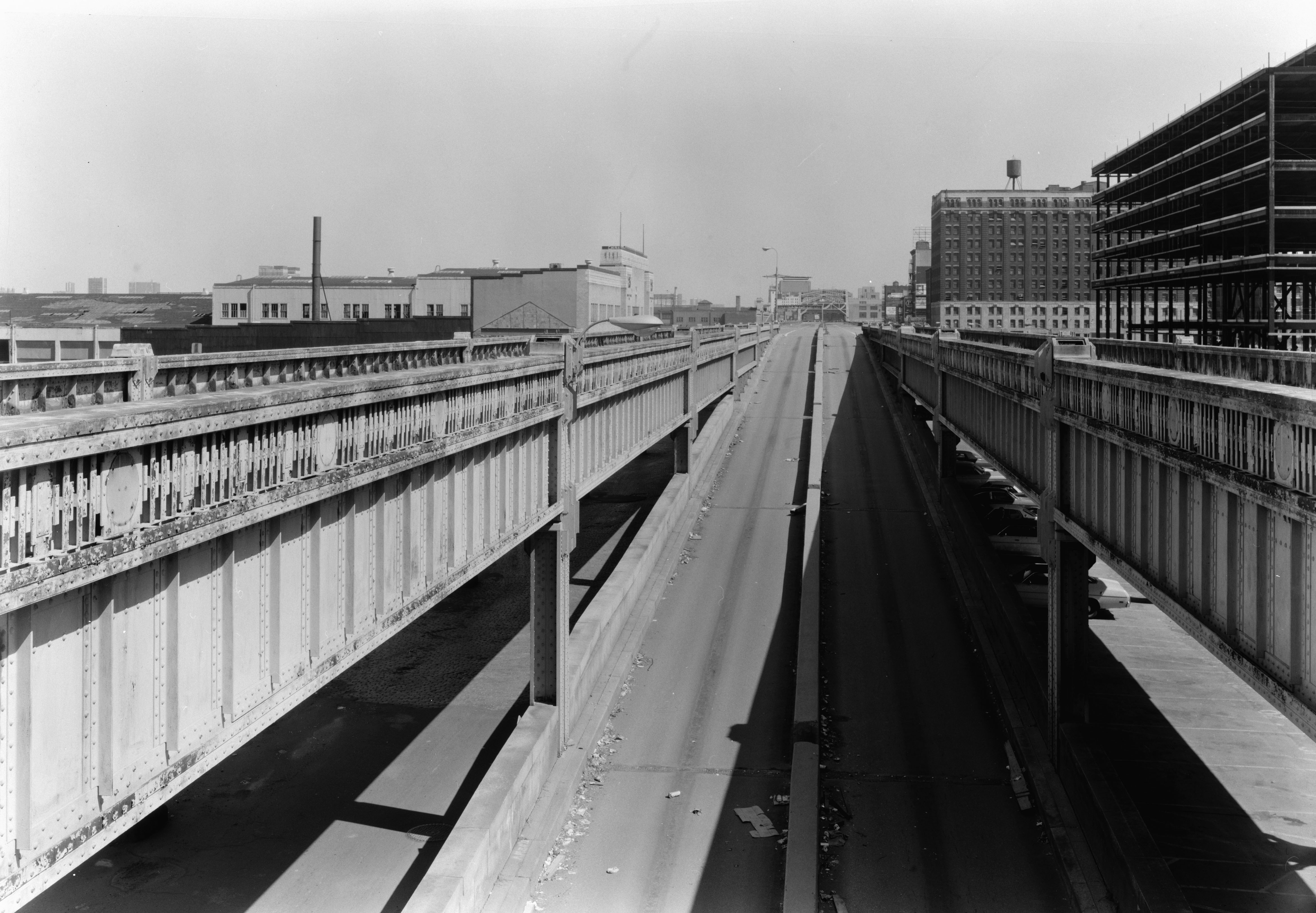
Antigua autopista elevada, vista al norte desde las rampas en Chambers Street.

Antes de que se construyera la West Side Highway, la vía a lo largo del río Hudson tenía bastante tráfico con gran parte del mismo cruzando la vía hacia las dársenas y los transbordadores. En la calle 22, la mayor parte del tráfico seguía rumbo norte por la Undécima Avenida junto con la West Side Line del New York Central Railroad (NYCRR). Este sector era conocido por muchos como la "Death Avenue" (en inglés: Avenida de la muerte) por la cantidad de choques entre trenes y vehículos.
La primera propuesta para una autopista elevada a lo largo del lado oeste de Manhattan fue realizada por el comisionado de policía Richard Edward Enright el 12 de enero de 1924, en una carta a la Junta de Estimación de la Ciudad de Nueva York. La autopista debía tener 30 metros de ancho e ir rumbo norte desde Battery Park hasta la calle 72 utilizando las rutas de Riverside Drive, West End Avenue, o la Avenida Ámsterdam. De acuerdo con Enright, "durante las horas de negocio, West Street [era] la vía mas congestionada de la ciudad. Grandes cantidades de la mercadería que entraba a la ciudad [eran] manipulados en ese terreno vecino a West Street." Citó la congestión de tráfico como un costo extra a los negocios y un bloqueo para los carros de bomberos.

### Planes para la nueva autopista

#### Propuesta de autopista/vía férrea de dos pisos
El 2 de febrero de 1925, se anunció que el ferrocarril construiría una autopista elevada combinada de dos pisos (con la autopista arriba de la vía férrea) por $24 millones y sin costo para la ciudad. En ese tiempo, la Undécima Avenida era popularmente conocida como la "Avenida de la Muerte" por los peligros de la ruta. La estructura elevada eliminaría 106 intersecciones a lo largo de 84 cuadras. La propuesta se presentó luego de seis meses de negociaciones entre el presidente del borough de Manhattan Julius Miller y el NYCRR. La autopista planeada no llegaría hasta el Battery Park sino que terminaría en Canal Street, en el encuentro con el túnel Holland que se abriría al tráfico el 13 de noviembre de 1927. El extremo norte sería en la Calle 72 y Riverside Drive. Las rampas se planeaban construir en Canal Street, la calle 23, Riverside Drive, y por lo menos otras dos ubicaciones.
La Autoridad Portuaria de Nueva York y Nueva Jersey se opuso al plan, prefiriendo un plan de distribución de carga más comprensivo. Ellos criticaron a Miller por pretender impulsar el proyecto sin recibir las opiniones de la Autoridad Portuaria. La Autoridad Portuaria quería un sistema de terminales en tierra y ferrocarriles de circunvalación. De acuerdo con su presidente, Julian Gregory, era casi una certeza que la NYCRR no apoyaría el plan de la Autoridad Portuaria. También creía que darle a la NYCRR las pistas elevadas en el lado oeste generaría que esa empresa monopolizara el transporte de carga y aumentara los precios. La Autoridad Portuaria creía que el problema de fondo era principalmente de carga, pero la NYCRR y la ciudad consideraban que la idea principal era eliminar los cruces a nivel de la calle mediante una vía que los evitara y llevara el tráfico directamente.
Miller respondió señalando que algo tenía que hacerse de inmediato. Dijo que si la Autoridad Portuaria podía llevar adelante un plan comprensivo en cinco años, el daría su total apoyo. Apuntó que su plan era una parte de un "plan comprensivo para aliviar la congestión del tráfico": ya había ensanchado avenidas y removido varias vías elevadas en Midtown. Dijo que el proyecto no le daría a la NYCRR ningún derecho que no tuviera ya y que era sólo una reubicación de vías ya existentes. Las vías habían estado en la superficie por 55 años a pesar de las acciones legales que se tomaron en su contra y Miller señalaba que podrían estar por otros 50 años si no se hacía algo. Miller también recibió una carta del vicepresidente de la NYCRR, Ira Place, señalando que los costos de transporte de carga por ferrocarril se reducirían si la estructura elevada se construía. .

#### Propuesta de Miller de una autopista con una sola plataforma elevada

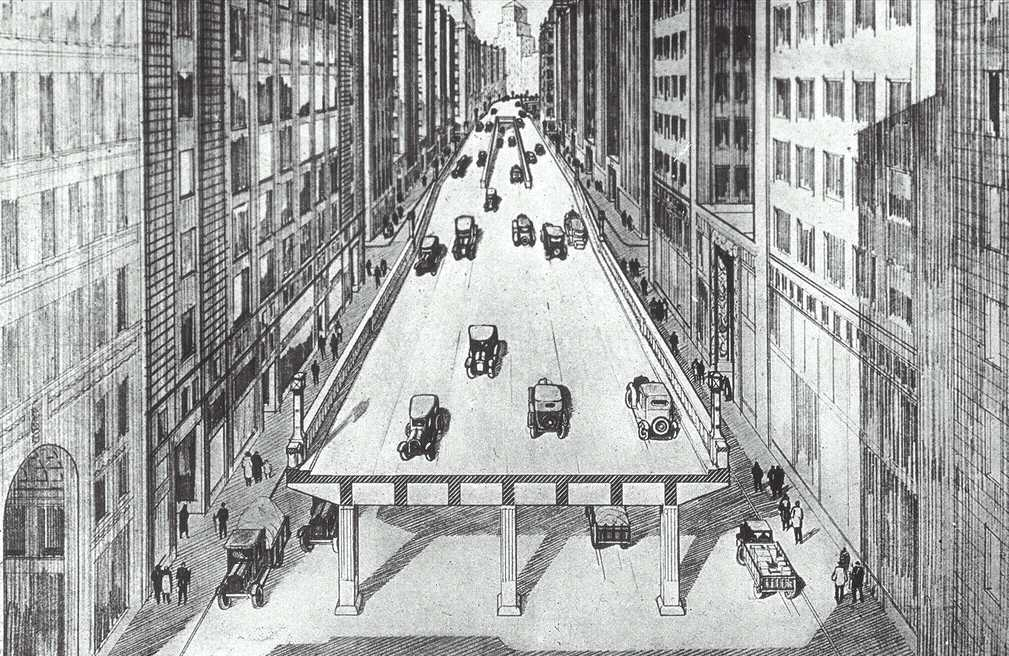
Un plan para la Arteria Central de Boston, basada en la West Side Highway

El 20 de enero de 1926, el presidente del borough de Manhattan, Julius Miller envió a la Junta de Estimación un plan para una autopista elevada con un costo de 11 millones que se construiría a cargo de la ciudad. La vía férrea elevada fue removida del plan toda vez que la NYCRR había presentado un proyecto distinto para elevar su vía por tramos y, por otros, hacerlo subterráneo (los remanentes de ese proyecto son conocidos hoy como la High Line). De acuerdo a Miller, había dudas sobre quien sería propietario y quien haría el mantenimiento de aquella estructura dual. Había también objeciones a la altura de 12 metros que tendría esa estructura y a su ubicación al este de la línea de edificios de las calles ya existentes. La autopista elevada estaba pensada para conectarse con una avenida ya planificada (la actual Henry Hudson Parkway) en la calle 72, formando una autopista libre de intersecciones que se extendía desde Canal Street hasta la calle 129. La vía elevada iba a tener 18 metros de ancho, suficiente para seis carriles de tráfico pesado mientras que la vía a nivel de superficie sólo llevaría tráfico local por debajo de la autopista. Las rampas de acceso estarían en Canal Street, Christopher Street, la calle 14, la calle 23, la calle 34, la calle 42, y la calle 57. El tráfico de baja velocidad utilizaría los carriles izquierdos debido a que las rampas de salida estarían a ese lado. Esto contrastaba con el actual método de utilizar el carril izquierdo para adelantar por lo que las rampas se ponen a la derecha y contrastaba también con el método que se utilizó en los años 1950 que ponía rampas en el lado que fuera más fácil. La autopista llevaría buses lo que, de acuerdo con Miller, haría que "sus ventajas y sus vistas sean accesibles a toda la población". Sugirió que el nombre de la vía fuera "Hudson River Boulevard".
El 24 de abril de 1925, el gobernador Al Smith firmó una ley autorizando la construcción de la autopista. Los fondos para la obra de 11 millones iban a ser obtenidos mediante gravámenes a las propiedades a lo largo de la ruta; esto se consideró razonable debido a las ventajas obtenidas de la autopista por parte de aquellos que vivían en la ruta. La vía iba a tener 18 metros de ancho, un metro y medio más que la Quinta Avenida, y tendría un límite de velocidad de 48 km/h y se elevaría unos 6.1 metros sobre la superficie. Se construiría de acero, con un frente de cemento. Una vereda de 1 metro sería construida para los peatones, aunque la autopista iba a ser principalmente para el tráfico vehicular. Las rampas de dos cuadras de largo estarían provistas con accesos de escaleras para entrar y salir. Los camiones sí podrían circular por la autopista.
La Junta de Estimación aprobó la autopista, con un costo de 13.5 millones, el 14 de junio de 1926. Sería construida de tal manera que luego pudiera añadirse una segunda plataforma por otros 9 millones si es que el tráfico aumentaba. El contralor Charles W. Berry cuestionó la propuesta hasta que se dio cuenta de que el dinero provendría de gravámenes especiales, entonces estuvo de acuerdo con el proyecto.
El 10 de noviembre de 1926, la Comisión del Fondo de Amortización votó por dar a la ciudad el título sobre la propiedad de la orilla a lo largo de la autopista propuesta. Los planos estaban vinculados a un plano de la ciudad para la construcción de más embarcaderos para barcos de vapor que cruzaban el océano; debido a que la autopista requería terrenos ganados al ría entre las calles 47 y 51, fue más fácil combinar los proyectos y prevenir gastos adicionales.
El 17 de febrero de 1927, la junta de estimación adoptó los últimos planos para la autopista, estableciendo una audiencia para el 24 de marzo. Se dividió en dos partes. La primera iría desde Canal Street hasta la calle 59 y la segund llevará el tráfico sobre el patio ferroviario de la NYCRR en la calle 60 desde la calle 59 hasta la calle 72. La sección dos fue aprobada por la Junta de Estimación el 16 de agosto de 1928: la sección úna fue pospuesta hasta el 27 de septiembre debido a algunas objeciones. El 18 de octubre, la Junta de Estimación aprobó la sección uno. La autopista fue defendida por los comerciantes, incluyendo la Downtown League, la Fifth Avenue Association, la West End Association, y otras once organizaciones. Ellos citaron el mayor tráfico y la necesidad de una ruta de desvío para apoyar el proyecto que costaría poco en comparación a los beneficios que generaría. Miller habló en una reunión de la Market and Business Men's Association de los distritos de Greenwich Village y Chelsea el 30 de octubre de 1928, detallando los planes para la autopista. Se anunció que entre 90 y 100 comerciantes de carne y pollo en mercado de West Washington y el Gansevoort Market podrían ser desalojados para hacer espacio para la construcción de la autopista.
Algunos cambios menores a la autopista fueron aprobados el 20 de enero de 1929 en respuesta a varias objeciones. La alineación en el distrito de Chelsea se modificó ligeramente para evitar embarcaderos propuestos y el camino a través de los mercados fue realineado para pasar sobre una esquina de la propiedad. Además, las rampas de la calle 14 fueron movidas al área entre las calles 19 y 23, donde podrían abarcar muchos mercados en la calle 14. Además, el mercado de West Washington no sería demolido y, en cambio, la autopista apoyar los techos de algunas de las tiendas.

#### Alternativas exóticas
Un plan alterno fue presentado por John Hencken, un ingeniero, y aprobado por Ernest P. Goodrich, ingeniero consultor del Plan Regional de Nueva york y Alrededores. Un corredor linear se construiría desde el Battery Park hasta Yonkers. Un ferrocarril de carga iría bajo tierra. A nivel de la superficie habrían carreteras a lo largo del corredor y una vereda adjunta interna. El mezzanine, entre el primer y el segundo piso, sería ocupado por espacio para oficinas. El segundo piso tendría un "pasillo rodante silencioso para el servicio de pasajeros", con cintas que irían a distintas velocidades hasta un máximo de 34 kilómetros por hora en el medio. Este servicio sería gratis y sería un sustituto para nuevos metros en el corredor. Sobre el segundo piso habría diez pisos de apartamentos, oficinas, negocios y otros usos apropiados para el vecindario. Estas serían la principal fuente de dinero para pagar por el proyecto. Una vía de alta velocidad, abierta a carros de pasajeros solamente, iría en el piso más alto. Los carros llegarían hasta el nivel superior a través de rampas en ambos extremos y elevadores en intervales convenientes.
El Dr. Benjamin Battin, un profesor en el Swarthmore College, Pensilvania, tuvo un plan similar con un bulevar de ocho pisos de alto. El nivel de la superficie y el primer piso estarían conectados a los embarcaderos del río Hudson. El segundo y tercer piso llevarían trenes eléctricos de pasajeros. El segundo piso llevaría trenes hacia el norte y el tercero hacia el sur. Una playa pública de estacionamiento ocuparía los pisos cuarto y quinto, ayudando a pagar los bonos del proyecto. El sexto y séptimo piso llevarían cada uno vehículos de pasajeros con una velocidad máxima de 80 km/h. Una calzada que podría cambiar de sentido llevaría los carros en la dirección que requiera la hora punta y ocuparía los pisos octavo y noveno (el superior). Las rampas para los niveles superiores se pondrían cada 15 a 20 cuadras.

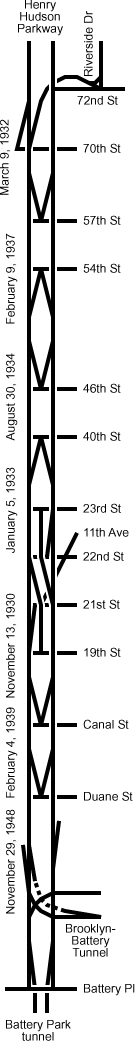

### Objeciones de la sociedad artística

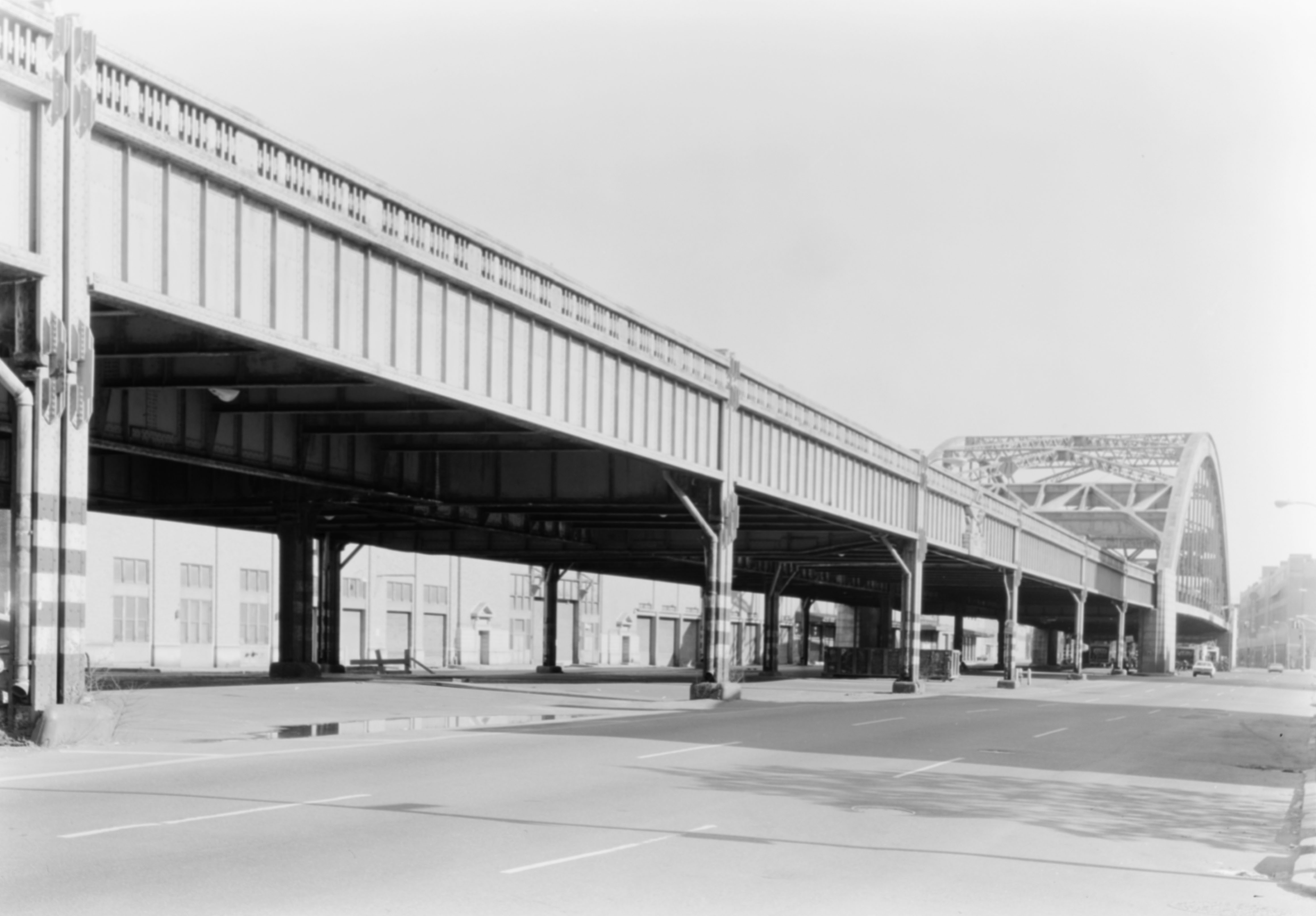
La antigua autopista elevada, vista al norte a través del puente sobre Canal Street

El plan fue criticado por Thomas Adams, director de la Regional Plan Association , en la reunión de 1927 de la Municipal Art Society. El desaprobaba la obra por su fealdad y ruido y sugería simplemente limpiar obstáculos a la vía de la superficie para mejorar el tráfico. Adams en cambio apoyaba un plan regional comprehensivo para desarrollar el valle del Hudson. La Fine Arts Federation también se opuso a la autopista señalando que las estructuras elevadas eran feas y que si la actual calle se limpiara no se requeriría una nueva autopista.
El City Club y el alcalde de la ciudad Jimmy Walker objetaron la autopista porque bloquería el tráfico de carga hacia los muelles. Ellos creían que los planos deberían esperar hasta que la vía férrea en la superficie sea removida del área y, en ese momento, se vería que la autopista no era necesaria. Se hicieron paralelos con las líneas férreas elevadas para pasajeros que estaban siendo derribadas en ese tiempo. Henry Curran del City Club dijo que las estructuras elevadas "no se adaptaban a Nueva York". El City Club también objetó que hubiera más carros de pasajeros en el downtown Manhattan.
Se levantaron preocupaciones por la Liga Femenina para la protección de Riverside Park, que se opuso a la circulación de camiones a través de Riverside Park, a través de una vía que se extendiera desde el extremo norte de la autopista elevada. La Liga enfatizó que el tráfico comercial debería estar prohibido al norte de la Calle 72 (como lo es la Henry Hudson Parkway).

## Construcción

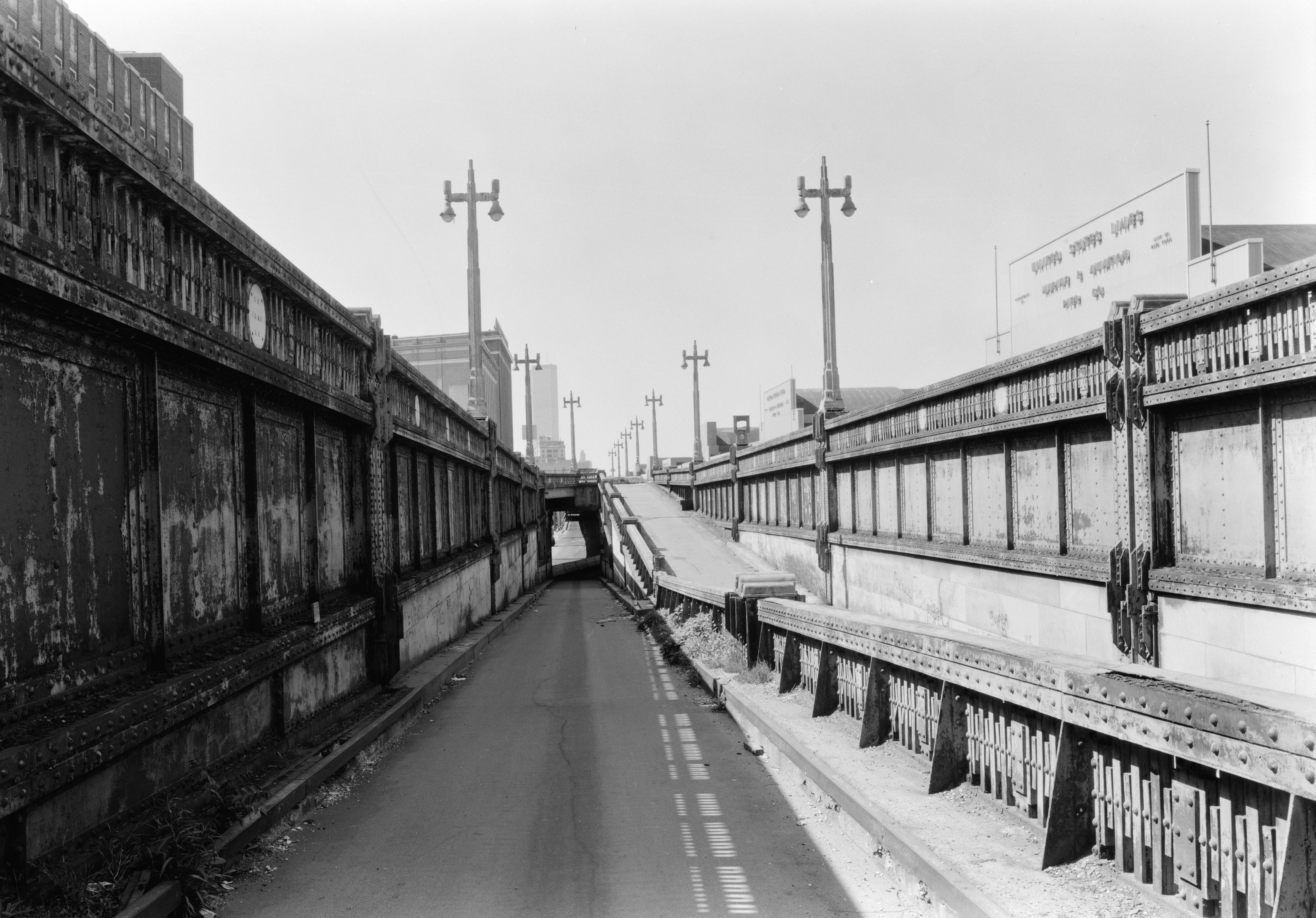
La antigua autopista elevada, vista al sur desde la salida rumbo sur hacia la calle 19, junto a los embarcaderos de Chelsea. La rampa subiendo a la derecha es la entrada rumbo al sur proveniente de la calle 21. Este patrón asimétrico de las rampas sólo ocurría aquí, en la primera sección construida.

Principalmente, la autopista Miller consistía de seis carriles, soportados sobre el nivel de la superficie por columnas de acero que fueron colocadas a intervalos regulares (~24.38 metros) en los cantos exteriores y el centro de la pista. Vigas de fuerza longitudinales se pusieron entre la columnas de soporte a lo largo de toda la pista. Estas vigas longitudinales soportaban las balaustradas de apariencia industrial y las medianas. Vigas de fuerza lateral se pusieron entre las columnas cruzando la pista, y fueron la ubicación de juntas de expansión. Pequeñas vigas de piso longitudinales formaran una estructura de malla entre las vigas principales para soportar la cubierta de la carretera. Esta consistía de concreto reforzado, encima del que se puso la superficie de pavimento. Originalmente este iba a ser adoquinado y fue finalmente sustituido por asfalto y materiales de construcción madurados. El drenaje era provisto en las juntas de expansión (en las secciones antiguas) o canales rallados a lo largo de los cantos de la pista (secciones más modernas), con la lluvia y la nieve derretida siendo drenados hacia la calle a través de imbornales y bajantes ubicadas en las principales columnas de soporte. No fue raro que durante la vida de la autopista soportara no sólo el tráfico sino entre 15 y 20 centímetros de agua empozada. Las altas balaustradas impermeables, los imbornales de tamaño menor al necesario, el uso de sal para deshelar la autopista y la falta de limpieza de los drenajes y de mantenimiento fueron los ingredientes que contribuyeron al deterioro de la estructura.

### De la calle Canal hasta la calle 22 (1929–1930)
La construcción de la primera sección de 2.5 kilómetros entre la calle Canal y la calle 22 empezó el 24 de mayo de 1929 y la vía fue inaugurada oficialmente el 13 de noviembre de 1930, con algunos vehículos inaugurales utilizandola tan temprano como el 28 de octubre. El tráfico no fue permitido en la estructura hasta el 17 de noviembre debido a demoras no anticipadas de los acabados. Un límite de velocidad de 55 kilómetros por hora fue establecido por el Comisionado de Policía Edward Mulrooney, y los camiones fueron prohibidos temporalmente. En el primer domingo que la pista estuvo en operación, la vía que iba al norte tuvo una cola para ingresar por la rampa de la calle 23 de 1.6 kilómetros. La rampa de salida de la vía que iba al norte en la calle 23, a diferencia de la rampa de entrada de la vía que iba al sur, fue construida como una rampa permanente de un solo carril dado que en el futuro la mayoría del tráfico continuaría a lo largo de la aún no terminada autopista elevada. Las mejoras sugeridas incluyeron una rampa temporal en la calle 25 y la conversión de la rampa temporal de ingreso a la vía que iba al sur a ser una rampa de doble sentido. El segundo domingo que la vía estuvo abierta, la lluvia interrumpió todo el tráfico pero la policía tenía órdenes de abrir la rampa permanente que fuer pensada para ser un ingreso a la vía que iba al norte si las condiciones del tráfico estaban garantizadas. =
Un calle elevada de 14 metros de ancho fue propuesta por la ciudad entre las calles 29 y 37 para servir de baipás del patio ferroviario de la New York Central Railroad en la calle 30 y proporcionar un alivio antes de que la autopista estuviera terminada. Tal parece que este viaducto temporal no fue construido. 
El punto final más al sur de la autopista elevada tenía seis carriles de ancho y estaba hecho de piedra, completada con ornamentos alados y estatuillas art-deco.

### De la calle 59 a la 72 (1930–1932)

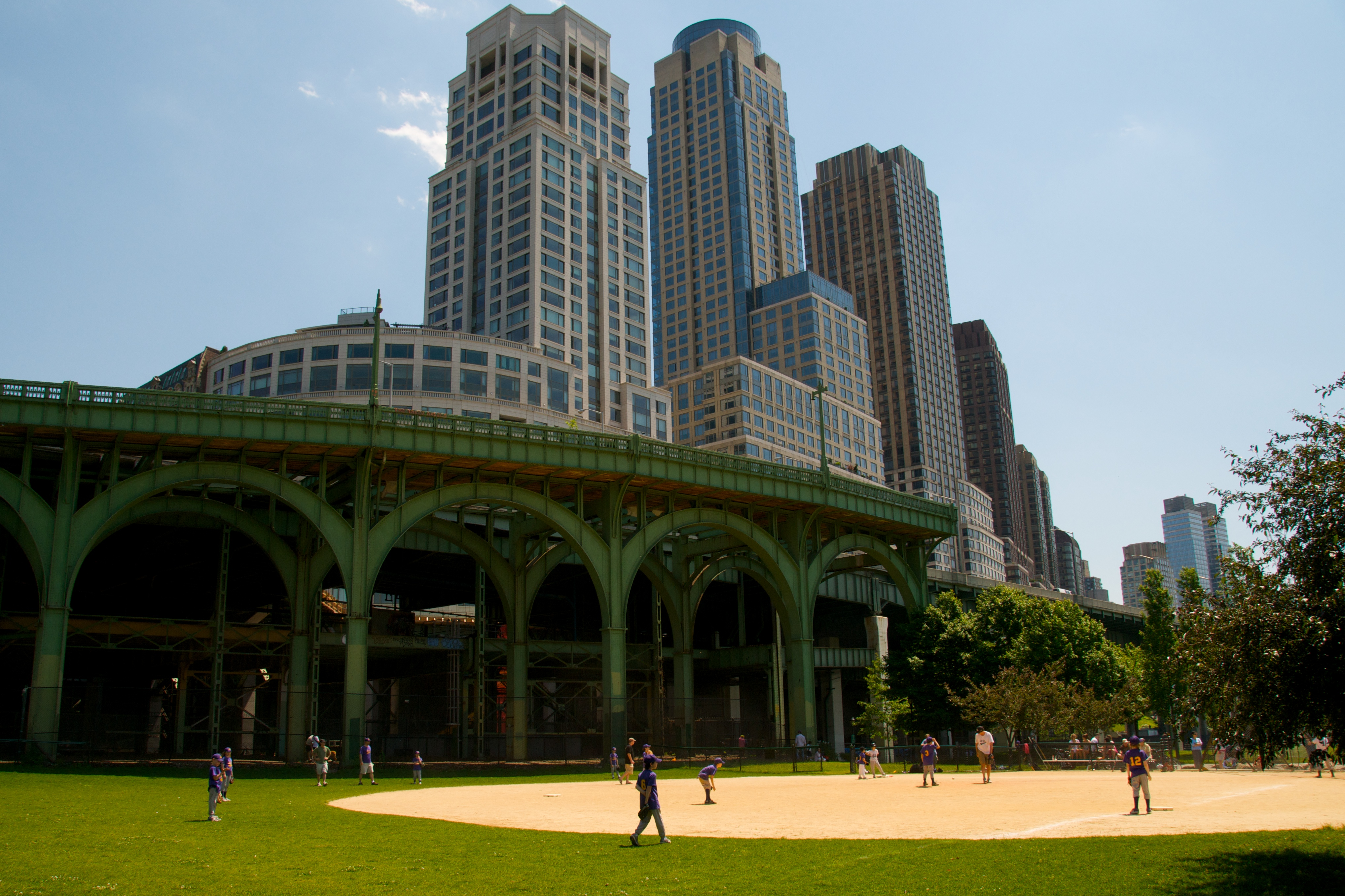
La sección elevada con una rampa de salida abandonada que tuvo que ser extendida hasta la calle 70

La sección entre las calles 59 y 72 se empezó a construir en septiembre de 1930, y se abrió al tráfico el 9 de marzo de 1932. La configuración original desembocaba directamente en la calle 72 con una curva de 90 grados en la pista. Una vez que se construyó la avenida que sería la extensión norte, el tráfico rumbo norte podría voltear directamente desde y hacia la calle 72. Una rampa de entrada rumbo sur por el carril izquierdo fue construida en la calle 72 con una rampa directa proveniente de Riverside Drive (cerrada luego), y una rampa de salida en el carril derecho de la vía rumbo al sur hacia la calle 70 se empezó a construir pero no se terminó. Hoy, la única parte que perdura es una entrada con dirección norte a la autopista desde la calle 72.
La autopista entre las calles 59 y 72 es la única sección elevada que se mantiene en la actualidad, a pesar de que tuvo un conflicto con los planos del proyecto de construcción Riverside South y el barrio. Una pista cubierta de reemplazo construida a nivel de superficie para facilitar la expansión de Riverside Park fue aprobada por la Administración Federal de Autopistas en el 2001. En junio del 2006, empezó la construcción de un túnel entre las calles 61 y 65 para la autopista reubicada. Sin embargo, el resto del túnel permanece sin terminar.

### De la calle 22 a la 38 (1932–1933)
La construcción de la autopista elevada entre las calles 22 y 38 empezó el 21 de junio de 1932.. La pista se abrió al tráfico el 5 de enero de 1933 justo antes de que la Undécima Avenida fue cerrada para la reconstrucción del patio ferroviaria de la NYCRR de la calle 30.

### De la calle 38 a la 46 (1933–1934)
La construcción en la autopista entre las calles 38 y 46 empezó a finales de 1933. Esta sección eliminó una intersección con bastante tráfico en la esquina con la calle 42 en la que tranvías y automóviles cruzaban el corredor para alcanzar el ferry a Weehawken, Nueva Jersey. Esta sección fue abierta al tráfico el 30 de agosto de 1934.
Cuando la construcción de los embarcaderos de la ciudad a la altura de las calles 48, 50 y 52 estaba planeandose a finales de 1934, se propusieron enlaces entre la autopista elevada y los segundos niveles de los embarcaderos. El presidente del borough de Manhattan, Samuel Levy, rápidamente habló contra estas conexiones, alegando interferencia con el tráfico rumbo sur de la autopista. El plan, que había sido propuesto por el pedido de varias líneas de cruceros, fue rechazado.
En 1935, la "Asociación de la calle 34-Midtown" propuso una nueva rampa para la autopista en la calle 34, habiendo elegido nuevos directores para ese fin. Esta rampa podría elevarse sobre la vía férrea elevada y la autopista elevada, dividiéndose en una rampa de entrada con rumbo norte y una de salid con rumbo sur, ambos en el carril derecho de la autopista. SE esperó que la rampa ayudara a los negocios en el área y proveer mejor acceso al propuesto túnel de la calle 38 (hoy el túnel Lincoln) hacia Nueva Jersey. La rampa no se construyó.

### De la calle 46 a la 59 (1936–1937)
La construcción de la última sección del plano original de la autopista, entre las calles 46 y 59 empezó el 13 de febrero de 1936. Fue abierto al tráfico el 9 de febrero de 1937 completando, de esa manera, la autopista elevada desde Canal Street hasta la calle 72.

### De la calle Duane a Canal (1938–1939)

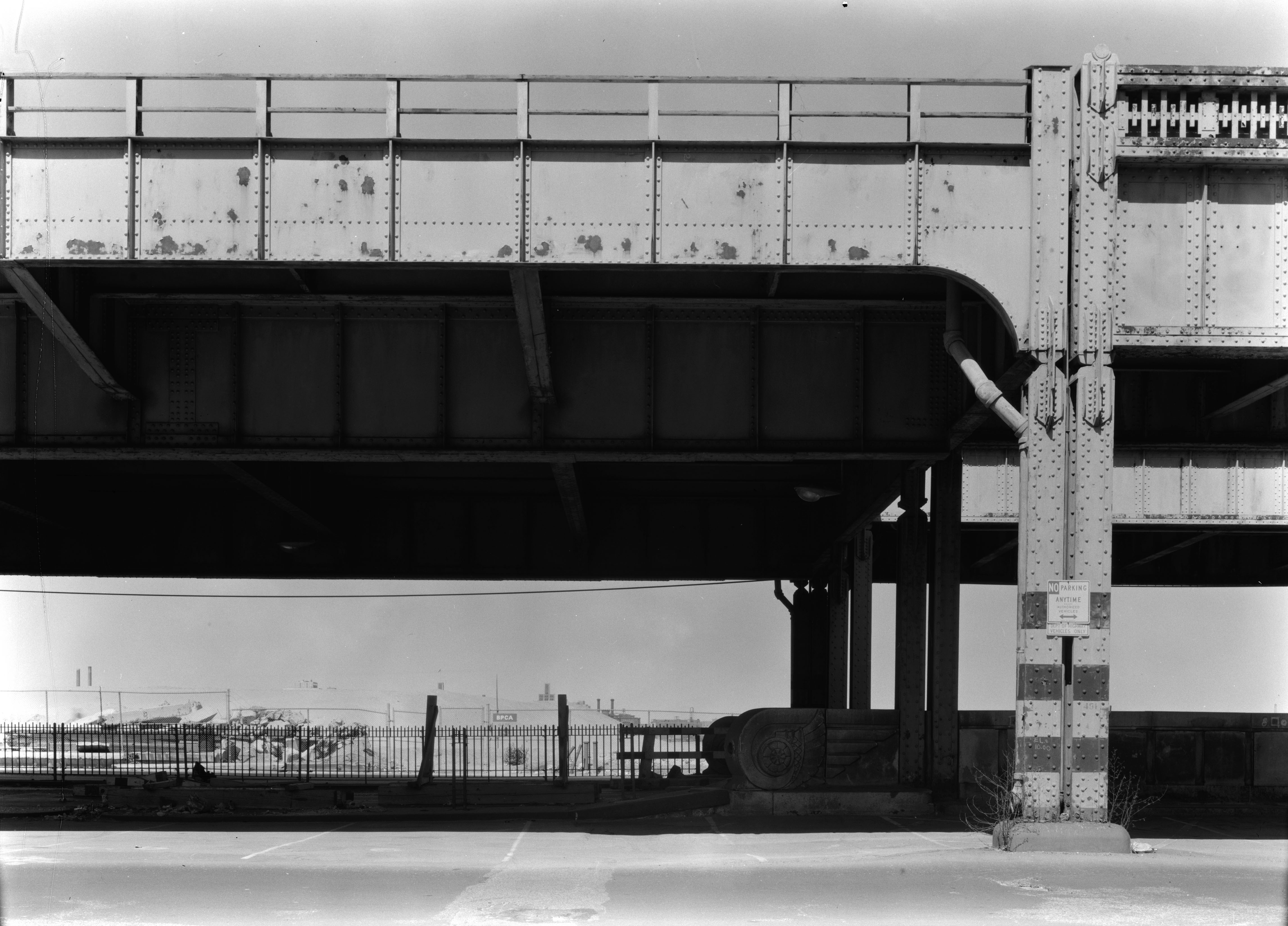
La autopista elevada, vista al oeste a la altura de Duane Street, donde la construcción se detuvo durante la Segunda Guerra Mundial; la autopista a la izquierda fue construida luego con un diseño diferente.

El 23 de agosto de 1934, el gobernador Herbert Lehman firmó una ley autorizando la construcción de una extensión sur de la autopista elevada desde Canal Street hasta el Battery Park. Sin embargo, este segmento fue objetado por las comunidades que vivían a lo largo de la ruta dado que podría "resultar un desperdicio de fondos públicos". La construcción de la primera sección de este segmento, desde Duane Street hasta Canal Street, empezó el 24 de enero de 1938. A diferencia de secciones anteriores de la autopista que utilizaron bloques de granito como una superficie, se utilizó concreto. La pista fue abierta al tráfico el 4 de febrero de 1939. Una superestructura de acero consistente en un puente de arco fue construida a la altura de Canal Street debido a que el paso del túnel Holland bajo tierra restringía las posibilidades de instalar los soportes.

### De la calle Barclay a Duane (1947–1948)
Luego de una larga pausa debida a la Segunda Guerra Mundial, la construcción de la última sección de la extensión sur, desde Carlisle Street hasta Barclay Street, empezó el 21 de abril de 1947. Esta sección se expandió para alcanzar a Duane Street al norte y fue abierta el 29 de noviembre de 1948.

### Battery Underpass a Barclay Street (1950–1951)
El extremo sur se conectó con el Túnel Brooklyn-Battery el 25 de mayo de 1950. Un túnel de cuatro carriles por debajo del Battery Park, el Battery Park Underpass, llevaba el tráfico a la South Street Elevated Highway abierta el 10 de abril de 1951.

## Colapso en 1973

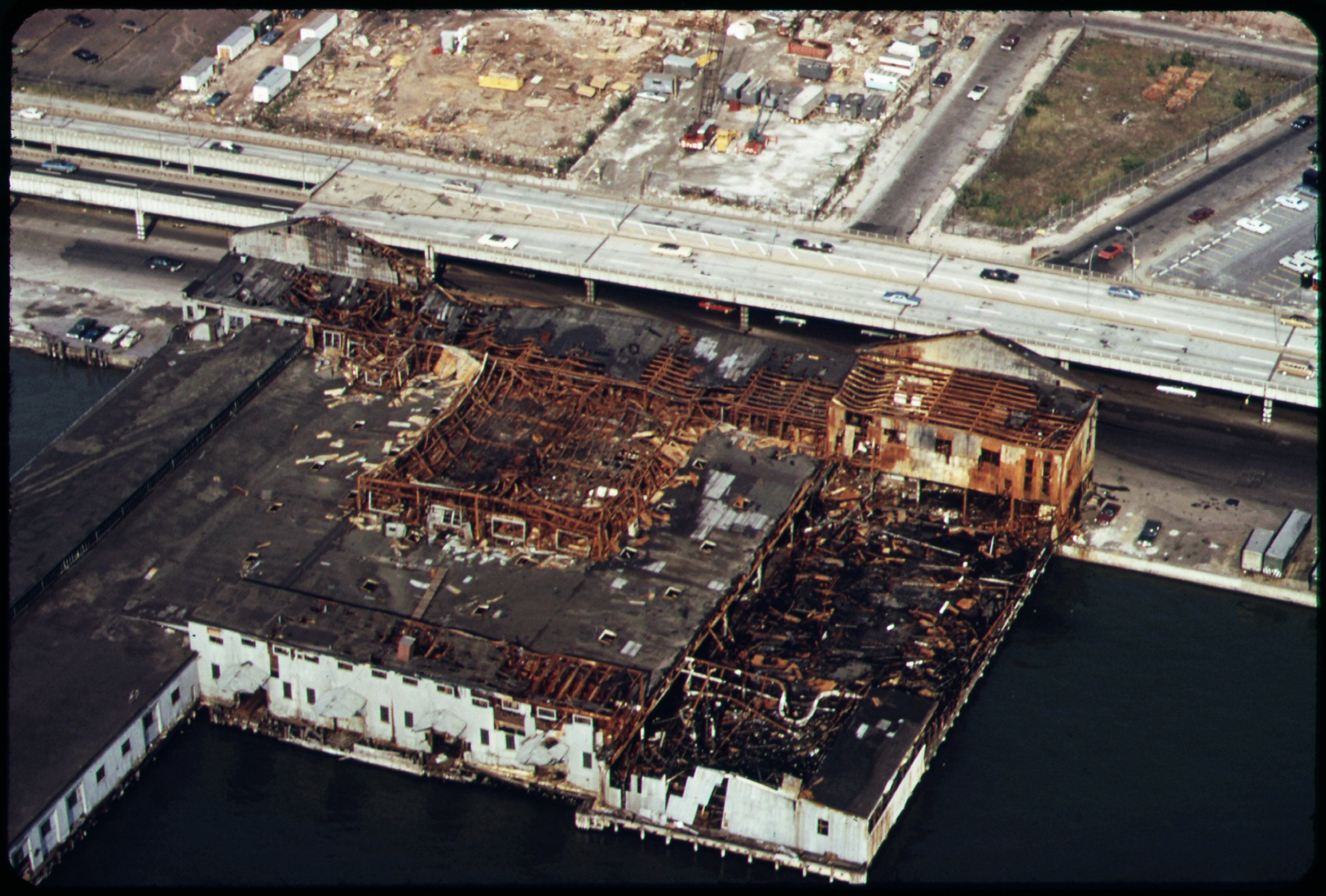
Mayo de 1973, seis meses antes del colapso

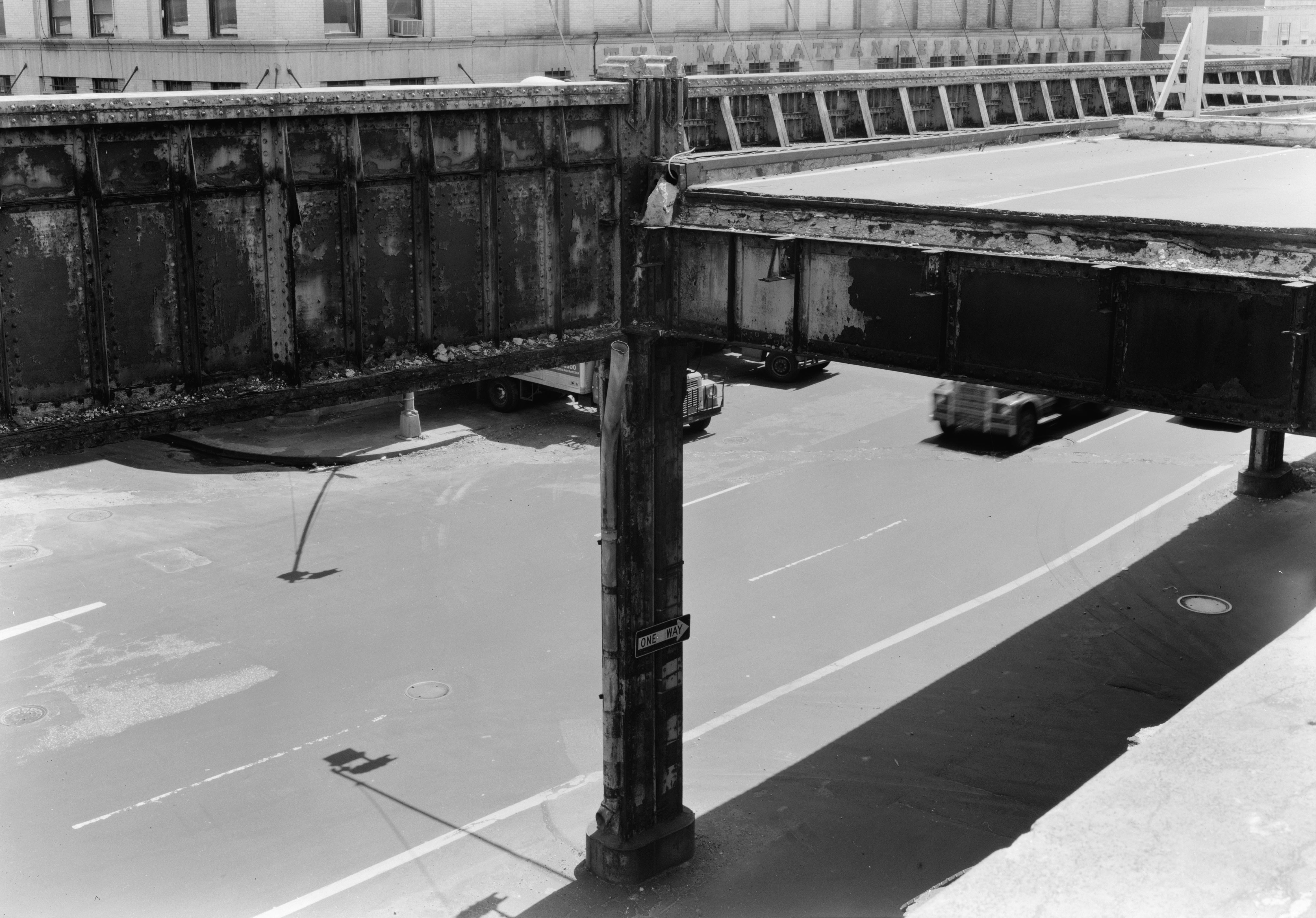
Sección colapsada a la altura de la calle 14

El 15 de diciembre de 1973, una sección de 24 metros de los carriles rumbo norte entre Little West 12th Street y Gansevoort Street colapsó bajo el peso de un camión de basura que, en teoría, tenía que estar llevando 9 toneladas de asfalto para reparaciones que se estaban haciendo en la autopista. Las juntas entre los largueros transversales que sostenían esta sección de pista y la viga oriental principal (que sostenía los frisos decorativos) fallaron. Un sedán de cuatro puertas cayó detrás del camión a través del forado, ninguno de los conductores sufrió lesiones considerables. Tomó varias horas evacuar el tráfico de la parte de pista que quedó atrapada entre el inicio de la autopista y el forado. Luego se constató que el camión estaba llevando 27 toneladas lo que significaba una sobrecarga de 8,2 toneladas. La responsabilidad fue atribuida a la compañía de camiones Edenwald Construction Corp. de Whitestone, Queens, pero a pesar de ello se le otorgó un contrato directo para limpiar los escombros. El día siguiente, ambos sentidos de la autopista fueron cerrados indefinidamente al sur de la calle 18. Esto no sólo cerró la sección más antigua de la vía (la que se extendía entre Canal Street y la calle 18), sino también las secciones más modernas (al sur de Canal Street), debido a que las rampas de acceso ubicadas más al sur del punto del colapso sólo permitían entradas rumbo norte y salidas al sur. La salida más al sur de la vía que iba al norte estaba en la calle 23.
Los carriles que iban al norte fueron cerrados entre el Battery y la calle 48. Los carriles que iban al sur fueron cerrados al sur de la calle 18, con el tráfico entre las calles 42 y 18 reducido a un solo carril. En algún momento las inspecciones realizadas revelaron que la autopista al sur de la calle 46 no estaban estructuralmente correctas y tuvieron que ser cerradas al tráfico vehicular. Las rampas hacia/desde la calle 46 fueron configuradas temporalmente como el extremo sur para el tráfico con rumbo al norte y las rampas desde/hacia la calle 57, como el extremo sur para el tráfico rumbo al sur. El segmento al norte de la calle 57 llevaba el tráfico sobre el patio ferroviario de la Penn Central Rail y no podía ser cerrado ya que no había calles en la superficia a las que desviar el tráfico. Esta sección de la Autopista Miller se mantuvo en uso en los años 1980 y fue luego reconstruida.

## Demolición y rehabilitación
Tras la limpieza de la sección colapsada en Gansevoort Street, la autopista se mantuvo en pie (cerrada al tráfico) hasta que se decidiera qué hacer con ella. 
La ciudad realizó una investigación preliminar de la autopista luego del colapso y confirmó un deterioro estructural extremo de las conexiones entre las vigas longitudinales y las vigas de piso transversales. La ciudad no había inspeccionado esta estructura desde su inauguración y contrató a la firma Hardesty and Hanover, Consulting Engineers, para realizar una inspección completa de la pista en 1974. Un reporte de cuatro volúmenes fue entregado a la ciudad señalando que: 
1. Autoridades públicas anticiparon el deterioro temprano a mediados de los años 1950.
2. El uso de sales para derretir el hielo y la nieve, combinadas con el tráfico pesado y el pobre drenaje corroyeron la estructura, porciones de la cual habían ya caído en West Street antes del accidente de diciembre de 1973.
3. La estructura al sur de la calle 46 debería ser cerrada al tráfico vehicular hasta que se tome una decisión sobre si demoler o reparar/rehabilitar la estructura.[61]

La restauración de la estructura era factible pero muy costosa. El ingeniero en jefe del Departamento de Carreteras de la Ciudad de Nueva York estimó un costo de 58 millones de dólares para rehabilitar parcialmente la estructura. Hardesty and Hanover estimó que podría costar 66 millones (a valor de 1976) para tener una nueva plataforma de pista, medianas, luces, pintura y reparaciones en el acero. Un representante del Departamento de Carreteras de la Ciudad de Nueva York estimó que una rehabilitación completa, incluyendo una modernización, costaría estimativamente unos 88 millones. La última opción fue el proyecto Westway.
La ciudad optó por no buscar la rehabilitación de la estructura remanente debido a su nivel de deterioro, en cambio se esperanzó en construir una carretera interestatal entre el túnel Battery y el túnel Lincoln, aprovechando el financiamiento del Fondo de Fideicomiso de Carreteras Federales. La ciudad eligió dejar en pie la estructura debido a que no había presupuesto disponible para demolerla. Partes de la misma fueron demolidas cuando se empezaron a convertir en una amenaza para las personas o las propiedades a nivel de superficie o cuando se habilitaba un presupuesto específico que no estuviera a cargo de la ciudad. El financiamiento federal al proyecto Westway fue utilizado para la demolición de la estructura elevada entre la calle 42 y el Battery Park y para pavimentar la superficie de las calles que serían una vía temporal para el tráfico mientras la batalla sobre el proyecto Westway continuaba.
La porción de la autopista adyacente al colpaso (entre Jane Street hacia el norte hasta la calle 26) fue la primera en ser derruida en 1977 y la porción entre las calles 26 y 42 fue demolida entre noviembre de 1981 y el verano de 1982. La autopista entre Jane Street hacia el sur hasta Spring Street fue tumbada entre la primavera y el otoño de 1981, y la autopista desde Spring Street hacia el sur hasta el Battery lo fue entre el verano de 1981 y la primavera de 1982.
El segmento entre las calles 43 y 59 se dejó en pie habida cuenta que se pensó que podría ser renovado e integrado a una extensión de Westway. La autopista remanente podía ser financiada de manera separada debido a que los fondos interestatales no podían ser utilizados para conectar una autopista interestatal a una estructura de uso limitado (en este caso, la Henry Hudson Parkway). Mejoras en las rampas y los carriles fueron realizados en 1981, cerrando permanente la autopista al sur de la calle 59. Previamente, el tráfico rumbo norte podía entrar a la autopista en la calle 43 y el tráfico rumbo sur salía de la autopista en la calle 59. La ciudad demolió la porción entre las calles 43 y 59 en octubre de 1989.
La rehabilitación de la estructura elevada entre las calles 59 y 72 se completó en 1995. La única sección remanente de la Autopista Miller, con postes de iluminación, es una rampa de salida rumbo sur justo al norte de la calle 72.

## En la cultura popular
La autopista Miller apareció en los siguientes filmes y shows de televisión:
- Saturday Night Live.[64] La escena final de "La Dolce Gilda" (1978) en el segmento "Schiller's Reel" fue filmado en los carriles cerrados a la altura de la calle 23. El Starrett-Lehigh Building es claramente visible.
- The Ultimate Warrior.[65] La autopista cerrada (y las rampas simétricas al sur de la calle 23) así como porciones más al norte cerca de la Terminal de Pasajeros son usadas durante los créditos iniciales y finales para mostrar una Nueva York de un futuro distópico.
- Wolfen[66]
- Taxi Driver[67] La autopista puede ser vista, con tráfico fluyendo en ella, en una de las primeras escenas.
- The Hustler.[68] La piscina de Arthur se ubica en la Duodécima Avenida, adyacente a la autopista.
- West Side Story. Durante las escenas de sobrevuelo al inicio de la película, luego del título, la autopista es visible junto al SS United States.[69]
- Maude. La primera escena de viaje (cuando aparece en pantalla el texto "Starring BEATRICE ARTHUR") durante la secuencia de créditos iniciales fue filmada en la autopista.[70]
- El amigo americano (1979). Luego del hit, la escena cambia del Metro de París a la West Side Highway (alrededor de 1 h 4 minutos de la película).[71][72]
- Eyes of Laura Mars (1978). Algunas escenas fueron filmadas cerca a la West Side Highway al frente del bar gay de los años 1970 'Ramrod', en el área en frente y dentro del antiguo Embarcadero 45.